# Cerkiew Chrystusa Zbawiciela w Uralsku
Cerkiew Chrystusa Zbawiciela – prawosławna cerkiew w Uralsku, w jurysdykcji eparchii uralskiej Rosyjskiego Kościoła Prawosławnego.

## Historia
Cerkiew została wzniesiona dla upamiętnienia trzystu lat służby Uralskiego Wojska Kozackiego w rosyjskich siłach zbrojnych, jako część większego kompleksu pomnikowego. Uroczystość położenia kamienia węgielnego pod jej budowę miała miejsce w 1891, w obecności następcy tronu cesarzewicza Mikołaja Aleksandrowicza, powracającego z podróży na Daleki Wschód. Budowlę w stylu bizantyjsko-rosyjskim, w jego nowszym wariancie, zaprojektował Władimir Czagin, architekt petersburski. W sąsiedztwie cerkwi znajdowały się pełniące funkcję pomników armaty zdobyte przez Kozaków uralskich, wyeksponowano również daty 1591 i 1891. Cerkiew wzniesiona została z czerwonej cegły. Posiada siedem cebulastych kopuł na wysokich bębnach, pierwotnie złoconych. Świątynia nazywana była w mieście „złotą”.
Po rewolucji październikowej cerkiew była nieczynna. Mieściła muzeum religii i ateizmu oraz muzeum krajoznawcze. Pierwotne wyposażenie budynku nie przetrwało. Rosyjski Kościół Prawosławny odzyskał obiekt w listopadzie 1990. W kolejnych latach świątynia została gruntownie odremontowana, wykonano w niej nowe freski oraz ikonostas i kioty, ponownie pozłocono kopuły, wymieniono dach i zawieszono nowe dzwony.
Budowla jest wpisana do rejestru zabytków.